# Культ Разума

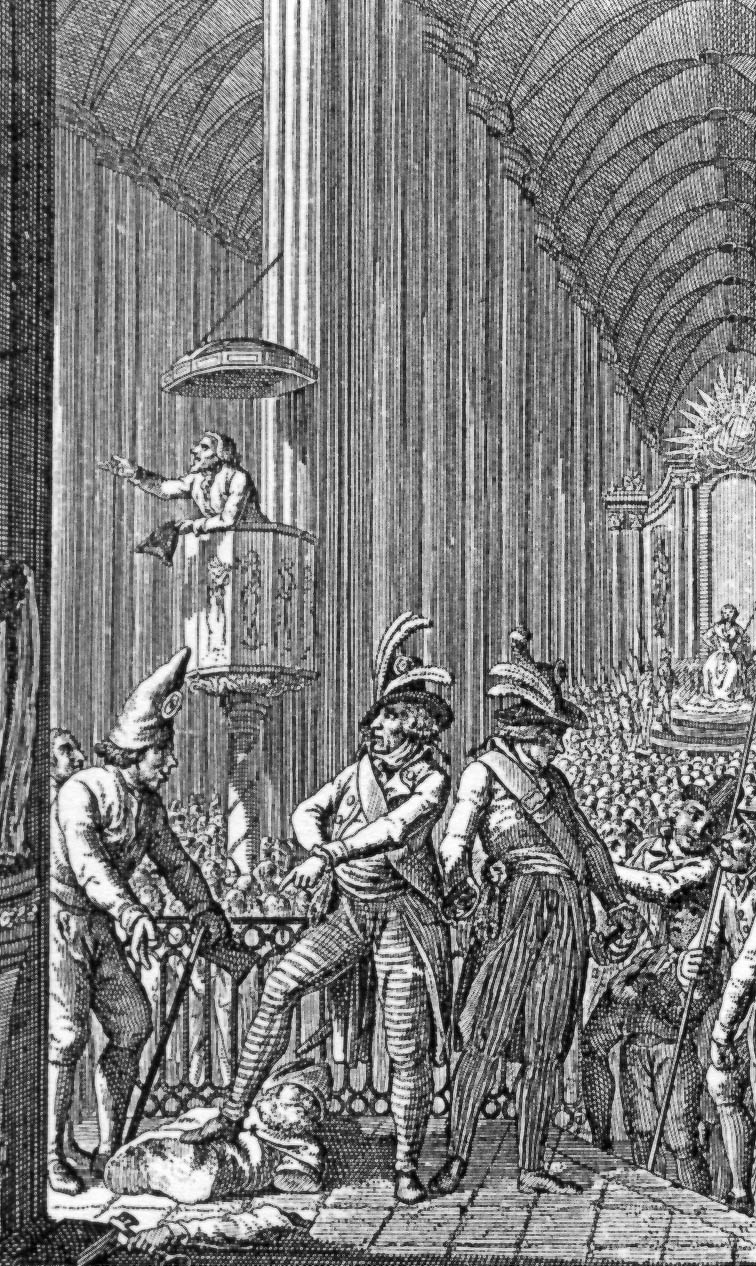
Страсбургский собор в качестве Храма Разума

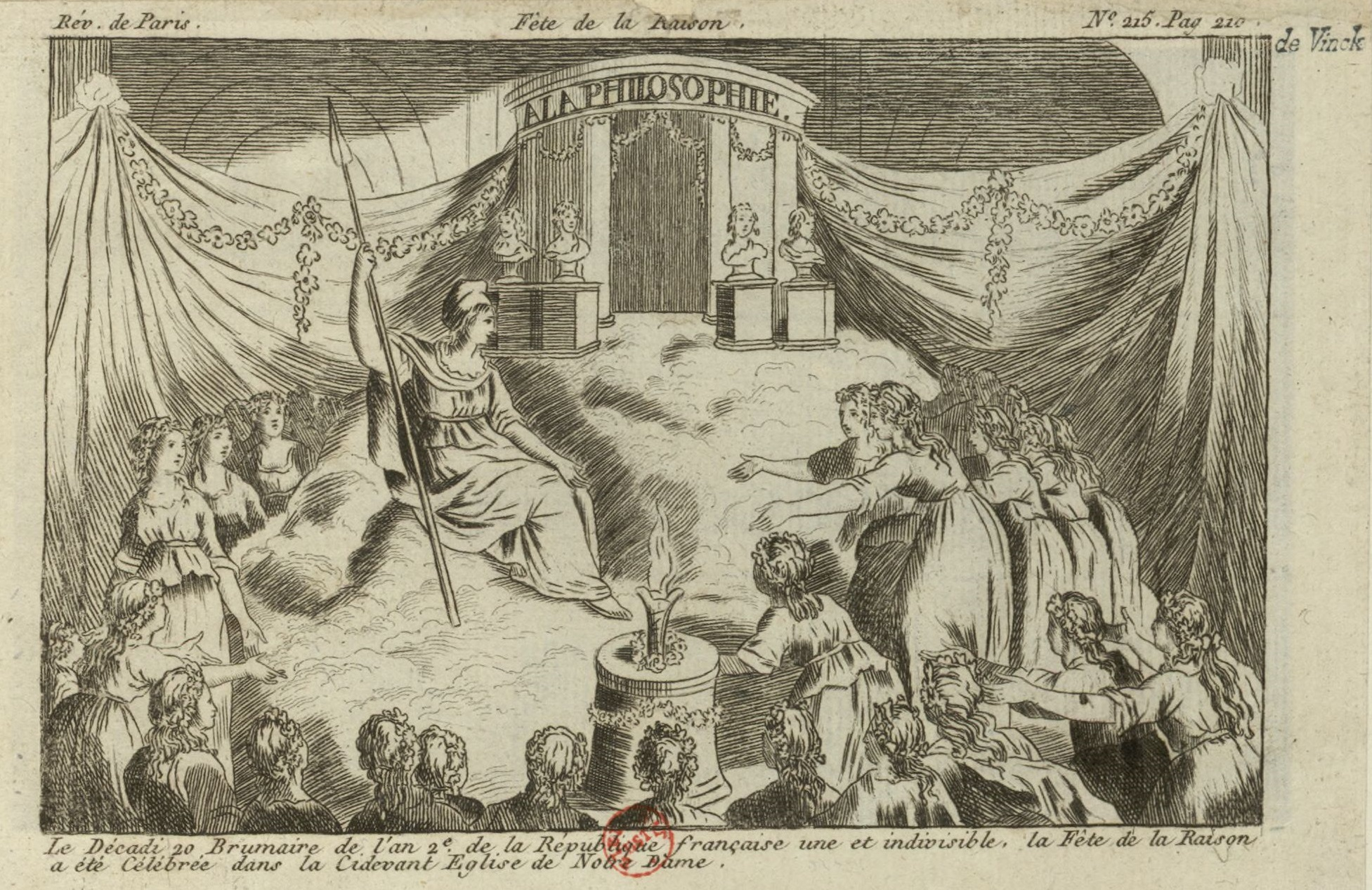
Fête de la Raison («Фестиваль Разума»), Собор Парижской Богоматери, 20 брюмера 1793

Культ Ра́зума (фр. Culte de la Raison) — один из элементов процесса дехристианизации во время Французской революции. Создан Пьером Гаспаром Шометтом, Жаком-Рене Эбером и их последователями (см. Эбертисты) с намерением упразднить христианскую религию во Франции.

## Развитие и распространение
Культ Разума получил широкое распространение в период 1793—1794 годов. После сентябрьских убийств и особенно после издания коммуной Парижа 24 ноября 1793 года декрета о запрете католического богослужения и закрытии всех церквей, церкви в Париже стали превращать в храмы Разума. В процессе дехристианизации 5 октября 1793 года григорианский календарь был заменён на французский республиканский календарь.
Первые варианты культа Разума появились за пределами Парижа. В сентябре—октябре 1793 года Жозеф Фуше организовывал празднества в департаментах Ньевр и Кот-д’Ор. В Рошфоре Леньело преобразовал приходскую церковь в «Храм Истины», где 31-го октября 1793 года шесть католических священников и один протестантский в торжественной обстановке отреклись от своей религии. Церемонии культа Разума сопровождались проведением карнавалов, парадов, принуждением священников отрекаться от сана, разграблением церквей, уничтожением или оскорблением христианских священных предметов (иконы, статуи, кресты и т. п.). Кроме этого, проводились церемонии почитания «мучеников Революции». Подобные события встречались также в других частях Франции. Наибольшего развития культ достиг в Париже, во время проведения «Фестиваля свободы» (фр. Fête de la Liberté) в Соборе Парижской Богоматери 10 ноября (20 брюмера) 1793 года. В ходе церемонии, придуманной и организованной П. Г. Шометтом и проводимой внутри собора, артистка Парижской оперы Тереза-Анжелика Обри (1772—1829) короновалась как «Богиня Разума». Её образ стал основой для новеллы «Богиня разума» Ивана Бунина.
Культ Разума быстро захватил почти всю Францию, как деревенскую, так и городскую, он пользовался поддержкой значительной части санкюлотов.

## Протесты и запрет
Однако не везде люди отказывались от религии, а священники — от сана. Во многих деревнях крестьяне выступали с требованиями открытия церквей и восстановления католической религии. Максимилиан Робеспьер, будучи фактическим главой правительства, с 21 ноября 1793 года начал протестовать против действий дехристианизаторов. Он заявлял, что Конвент, принимая проявления гражданственных чувств, отнюдь не думал упразднять католический культ. Он также решительно высказывался против атеизма как мировоззрения, по его мнению, аристократического и выступал за то, что «идея великого существа, блюдущего угнетенную невинность и карающего торжествующее преступление, является чисто народной идеей». 6—7 декабря 1793 года Конвент официально осудил меры насилия, «противоречащие свободе культов». В марте 1794 года культ Разума был запрещён, а Эбер и Шометт казнены (по суду Революционного трибунала эбертисты были гильотинированы 24 марта 1794 года, Шометт — 13 апреля 1794 года). 7 мая 1794 года Конвент своим декретом установил в качестве государственной «гражданской религии» Франции «культ Верховного Существа». Как культ Разума, так и культ Верховного существа были официально запрещены в 1802 году Наполеоном Бонапартом. 

## Оценки роли Культа Разума
Ряд источников называет культ Разума атеистическим или пантеистическим, деистическим, рационалистическим.
Историк М. Я. Домнич в Большой советской энциклопедии писал, что культ Разума являлся рационалистическим, был выражением революционного террора в борьбе с контрреволюционным духовенством, а не мерой государственной атеистической политики, хотя в нём и содержались антирелигиозные элементы.

## Упоминания в культуре и искусстве
- В романе Александра Дюма «Шевалье де Мезон-Руж», действие которого происходит в 1793 году, одна из героинь, Артемиза, играет роль Богини Разума[8].
- Культу Разума посвящён рассказ-очерк Ивана Бунина «Богиня Разума», рассказывающей о судьбе изображавшей Богиню Разума на празднике 1793 года Анжелики Обри[9].
- Культ Разума используется как ключевой элемент построения сюжета повести Виктора Пелевина «Искусство лёгких касаний».